# Propofol

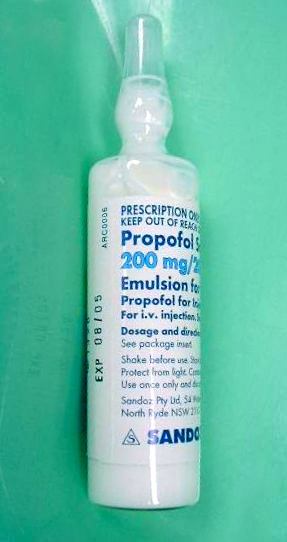
20ml ampule 1% propofolu prodávaná australským Sandozem

Propofol (INN), prodávaný též pod značkou Diprivan (AstraZeneca), je krátkodobě působící, nitrožilně podávané hypnotikum. Používá se k vyvolání a udržování celkové anestezie, k sedaci pro mechanickou ventilaci u dospělých a k procedurální sedaci. Propofol se běžně používá i ve veterinární medicíně. Je schválen k použití ve více než 50 zemích. Existují jeho generické verze.
Propofol není chemicky příbuzný s barbituráty. Do značné míry nahradil thiopental sodný pro úvod do anestezie, protože zotavení se z účinků propofolu je rychlejší a „čisté“ v porovnání s thiopentalem. Propofol se nepovažuje za analgetikum, pro úlevu od bolesti ho lze kombinovat s opioidy, například fentanylem. Díky amnestickým účinkům a vzhledu (bílá kapalina) bývá propofol zdravotníky humorně označován jako „milk of amnesia“ (česky „mléko amnezie“). Samotný propofol je však čirá kapalina s bodem tuhnutí 18 °C, špatně rozpustná ve vodě, podává se ve formě emulze.
Na selhání srdce po otravě Propofolem zemřel v roce 2009 zpěvák Michael Jackson.